# Top 16 2003/04
Die Top 16 2003/04 war die 25. französische Mannschaftsmeisterschaft im Schach. Gleichzeitig war dies die erste Saison, in welcher die höchste Spielklasse diese Bezeichnung trug, bis zur Saison 2002/03 hieß sie Nationale I.
Meister wurde der Titelverteidiger Paris NAO, der wie im Vorjahr alle 11 Wettkämpfe gewann. Aus der Nationale II waren Évry Grand Roque, Cercle d’Echecs de Strasbourg der Club de Echiquier Orangeois und Lille Echiquier du Nord aufgestiegen. Als einziger Aufsteiger erreichte Évry den Klassenerhalt, während Strasbourg, Orange und Lille zusammen mit dem Club de Cavalier Bleu Drancy absteigen mussten.
Zu den gemeldeten Mannschaftskadern siehe Mannschaftskader der Top 16 2003/04.

## Modus
Das Turnier war unterteilt in eine Vorrunde und eine Endrunde. Die 16 teilnehmenden Mannschaften wurden in zwei Achtergruppen (Groupe A und Groupe B) eingeteilt und spielten in diesen ein einfaches Rundenturnier. Die ersten Vier beider Gruppen spielten im Poule Haute, die letzten vier im Poule Basse gegen den Abstieg. Mannschaften, die bereits in der Vorrunden aufeinandertrafen, spielten in der Endrunde nicht erneut gegeneinander. Über die Platzierung entschied zunächst die Summe der in Vorrunde und Endrunde erzielten Mannschaftspunkte (3 Punkte für einen Sieg, 2 Punkte für ein Unentschieden, 1 Punkt für eine Niederlage, 0 Punkte für eine kampflose Niederlage), anschließend die Differenz zwischen Gewinn- und Verlustpartien (ebenfalls unter Berücksichtigung von Vorrunde und Endrunde) und letztendlich die Zahl der Gewinnpartien.

## Spieltermine
Die Wettkämpfe wurden ausgetragen vom 30. Januar bis 1. Februar, vom 1. bis 4. April und vom 5. bis 8. Mai 2004. In der Groupe A wurden in den ersten drei Runden je zwei Wettkämpfe in Nancy und Évry gespielt, während die vierte bis siebte Runde zentral in Évry ausgerichtet wurde. In der Groupe B wurden in den ersten drei Runden je zwei Wettkämpfe in Clichy und Cannes gespielt, während die vierte bis siebte Runde zentral in Montpellier durchgeführt wurden. Sämtliche Wettkämpfe des Poule Haute und des Poule Basse fanden in Belfort statt.

## Vorrunde

### Gruppeneinteilung
Die 16 Mannschaften wurden wie folgt in die zwei Vorrunden eingeteilt:
| Groupe A                               | Groupe B                          |
| -------------------------------------- | --------------------------------- |
| Paris NAO (1)                          | Club de Clichy-Echecs-92 (2)      |
| Club de Mulhouse Philidor (4)          | Association Cannes-Echecs (3)     |
| Club de Echiquier Niçois (5)           | Club de Montpellier Echecs (7)    |
| Club de Orcher la Tour Gonfreville (6) | C.E.M.C. Monaco (8)               |
| Club de Bischwiller (9)                | Club de Vandœuvre-Echecs (10)     |
| Club de Echiquier Nanceien (12)        | Club de Cavalier Bleu Drancy (11) |
| Évry Grand Roque (A)                   | Club de Echiquier Orangeois (A)   |
| Cercle d’Echecs de Strasbourg (A)      | Lille Echiquier du Nord (A)       |

Anmerkung: Die Vorjahresplatzierung wird eingeklammert angegeben, bei den Aufsteigern ist stattdessen ein „A“ angegeben.

### Groupe A
Während NAO schon vor der letzten Runde nicht mehr von der Tabellenspitze vertrieben werden konnte, sicherten sich Mulhouse, Nice und Gonfreville die Plätze im Poule Haute erst in der letzten Runde.

#### Abschlusstabelle
| Pl. | Verein                             | Sp | G | U | V | MP | Brett-P. |
| --- | ---------------------------------- | -- | - | - | - | -- | -------- |
| 01. | Paris NAO (M)                      | 7  | 7 | 0 | 0 | 21 | 36:2     |
| 02. | Club de Mulhouse Philidor          | 7  | 4 | 1 | 2 | 16 | 21:10    |
| 03. | Club de Echiquier Niçois           | 7  | 4 | 1 | 2 | 16 | 19:14    |
| 04. | Club de Orcher la Tour Gonfreville | 7  | 3 | 3 | 1 | 16 | 20:18    |
| 05. | Évry Grand Roque (N)               | 7  | 3 | 0 | 4 | 13 | 18:14    |
| 06. | Club de Bischwiller                | 7  | 3 | 0 | 4 | 13 | 10:17    |
| 07. | Club de Echiquier Nanceien         | 7  | 1 | 0 | 6 | 9  | 4:35     |
| 08. | Cercle d’Echecs de Strasbourg (N)  | 7  | 0 | 1 | 6 | 8  | 7:25     |

#### Entscheidungen
|     | Teilnehmer am Poule Haute: Paris NAO, Club de Mulhouse Philidor, Club de Echiquier Niçois, Club de Orcher la Tour Gonfreville |
|     | Teilnehmer am Poule Basse: Évry Grand Roque, Club de Bischwiller, Club de Echiquier Nanceien, Cercle d’Echecs de Strasbourg   |
| (M) | Meister der letzten Saison |
| (N) | Aufsteiger der letzten Saison                                                                                                 |

#### Kreuztabelle
| Ergebnisse | Ergebnisse                         | 01. | 02. | 03. | 04. | 05. | 06. | 07. | 08. |
| ---------- | ---------------------------------- | --- | --- | --- | --- | --- | --- | --- | --- |
| 01.        | Paris NAO                          |     | 4:1 | 6:0 | 6:0 | 3:1 | 5:0 | 6:0 | 6:0 |
| 02.        | Club de Mulhouse Philidor          | 1:4 |     | 1:2 | 2:2 | 4:2 | 3:0 | 5:0 | 5:0 |
| 03.        | Club de Echiquier Niçois           | 0:6 | 2:1 |     | 3:3 | 4:1 | 1:2 | 7:0 | 2:1 |
| 04.        | Club de Orcher la Tour Gonfreville | 0:6 | 2:2 | 3:3 |     | 3:2 | 3:2 | 6:0 | 3:3 |
| 05.        | Évry Grand Roque                   | 1:3 | 2:4 | 1:4 | 2:3 |     | 2:0 | 7:0 | 3:0 |
| 06.        | Club de Bischwiller                | 0:5 | 0:3 | 2:1 | 2:3 | 0:2 |     | 3:1 | 3:2 |
| 07.        | Club de Echiquier Nanceien         | 0:6 | 0:5 | 0:7 | 0:6 | 0:7 | 1:3 |     | 3:1 |
| 08.        | Cercle d’Echecs de Strasbourg      | 0:6 | 0:5 | 1:2 | 3:3 | 0:3 | 2:3 | 1:3 |     |

Anmerkungen:
- Der Wettkampf zwischen Nancy und Gonfreville endete 6:1 für Gonfreville, wurde aber mit 6:0 für Gonfreville gewertet.
- Der Wettkampf zwischen Évry und Nancy endete 7:1 für Évry, wurde aber mit 7:0 für Évry gewertet.

### Groupe B
In der zweiten Gruppe hatten sich Monaco, Cannes, Clichy und Montpellier schon vor der letzten Runde die Plätze im Poule Haute gesichert.

#### Abschlusstabelle
| Pl. | Verein                          | Sp | G | U | V | MP | Brett-P. |
| --- | ------------------------------- | -- | - | - | - | -- | -------- |
| 01. | C.E.M.C. Monaco                 | 7  | 6 | 0 | 1 | 19 | 34:8     |
| 02. | Association Cannes-Echecs       | 7  | 6 | 0 | 1 | 19 | 29:4     |
| 03. | Club de Clichy-Echecs-92        | 7  | 5 | 1 | 1 | 18 | 28:9     |
| 04. | Club de Montpellier Echecs      | 7  | 4 | 1 | 2 | 16 | 26:11    |
| 05. | Club de Echiquier Orangeois (N) | 7  | 2 | 0 | 5 | 11 | 11:26    |
| 06. | Club de Vandœuvre-Echecs        | 7  | 1 | 1 | 5 | 10 | 10:34    |
| 07. | Lille Echiquier du Nord (N)     | 7  | 1 | 1 | 5 | 10 | 10:35    |
| 08. | Club de Cavalier Bleu Drancy    | 7  | 0 | 2 | 5 | 9  | 7:28     |

#### Entscheidungen
|     | Teilnehmer am Poule Haute: C.E.M.C. Monaco, Association Cannes-Echecs, Club de Clichy-Echecs-92, Club de Montpellier Echecs             |
|     | Teilnehmer am Poule Basse: Club de Echiquier Orangeois, Club de Vandœuvre-Echecs, Lille Echiquier du Nord, Club de Cavalier Bleu Drancy |
| (N) | Aufsteiger der letzten Saison |

#### Kreuztabelle
| Ergebnisse | Ergebnisse                   | 01. | 02. | 03. | 04. | 05. | 06. | 07. | 08. |
| ---------- | ---------------------------- | --- | --- | --- | --- | --- | --- | --- | --- |
| 01.        | C.E.M.C. Monaco              |     | 3:2 | 2:3 | 4:2 | 6:0 | 7:0 | 7:1 | 5:0 |
| 02.        | Association Cannes-Echecs    | 2:3 |     | 4:0 | 4:0 | 3:0 | 4:1 | 6:0 | 6:0 |
| 03.        | Club de Clichy-Echecs-92     | 3:2 | 0:4 |     | 2:2 | 7:0 | 6:0 | 5:0 | 5:1 |
| 04.        | Club de Montpellier Echecs   | 2:4 | 0:4 | 2:2 |     | 5:1 | 6:0 | 7:0 | 4:0 |
| 05.        | Club de Echiquier Orangeois  | 0:6 | 0:3 | 0:7 | 1:5 |     | 3:4 | 4:0 | 3:1 |
| 06.        | Club de Vandœuvre-Echecs     | 0:7 | 1:4 | 0:6 | 0:6 | 4:3 |     | 3:6 | 2:2 |
| 07.        | Lille Echiquier du Nord      | 1:7 | 0:6 | 0:5 | 0:7 | 0:4 | 6:3 |     | 3:3 |
| 08.        | Club de Cavalier Bleu Drancy | 0:5 | 0:6 | 1:5 | 0:4 | 1:3 | 2:2 | 3:3 |     |

## Endrunde

### Poule Haute
NAO war mit 2 Punkten Vorsprung auf Monaco und Cannes in die Endrunde gegangen. Nachdem alle drei Mannschaften die beiden ersten Runden gewannen, besiegte NAO beide Konkurrenten und verteidigte damit seinen Titel.

#### Abschlusstabelle
| Pl. | Verein                             | Sp | G  | U | V | MP | Brett-P. |
| --- | ---------------------------------- | -- | -- | - | - | -- | -------- |
| 01. | Paris NAO (M)                      | 11 | 11 | 0 | 0 | 33 | 54:4     |
| 02. | C.E.M.C. Monaco                    | 11 | 9  | 0 | 2 | 29 | 50:14    |
| 03. | Association Cannes-Echecs          | 11 | 9  | 0 | 2 | 29 | 42:9     |
| 04. | Club de Clichy-Echecs-92           | 11 | 6  | 3 | 2 | 26 | 35:18    |
| 05. | Club de Montpellier Echecs         | 11 | 6  | 1 | 4 | 24 | 34:22    |
| 06. | Club de Orcher la Tour Gonfreville | 11 | 4  | 4 | 3 | 23 | 25:33    |
| 07. | Club de Echiquier Niçois           | 11 | 4  | 2 | 5 | 21 | 25:25    |
| 08. | Club de Mulhouse Philidor          | 11 | 4  | 1 | 6 | 20 | 23:26    |

#### Entscheidungen
|     | Französischer Meister: Paris NAO |
| (M) | Meister der letzten Saison       |

#### Kreuztabelle
| Ergebnisse | Ergebnisse                         | 01. | 02. | 03. | 04. | 05. | 06. | 07. | 08. |
| ---------- | ---------------------------------- | --- | --- | --- | --- | --- | --- | --- | --- |
| 01.        | Paris NAO                          |     | 5:1 | 2:1 | 5:0 | 6:0 |     |     |     |
| 02.        | C.E.M.C. Monaco                    | 1:5 |     |     |     |     | 5:0 | 4:1 | 6:0 |
| 03.        | Association Cannes-Echecs          | 1:2 |     |     |     |     | 6:0 | 3:2 | 3:1 |
| 04.        | Club de Clichy-Echecs-92           | 0:5 |     |     |     |     | 2:2 | 1:1 | 4:1 |
| 05.        | Club de Montpellier Echecs         | 0:6 |     |     |     |     | 2:3 | 3:2 | 3:0 |
| 06.        | Club de Orcher la Tour Gonfreville |     | 0:5 | 0:6 | 2:2 | 3:2 |     |     |     |
| 07.        | Club de Echiquier Niçois           |     | 1:4 | 2:3 | 1:1 | 2:3 |     |     |     |
| 08.        | Club de Mulhouse Philidor          |     | 0:6 | 1:3 | 1:4 | 0:3 |     |     |     |

### Poule Basse
In der Abstiegsrunde stand vor der letzten Runde mit Drancy erst ein Absteiger fest. Um den Klassenerhalt kämpften in der letzten Runde Nancy, Orange, Strasbourg und Lille. Nancy besiegte Lille, so dass Strasbourg, Orange und Lille absteigen mussten.

#### Abschlusstabelle
| Pl. | Verein                            | Sp | G | U | V | MP | Brett-P. |
| --- | --------------------------------- | -- | - | - | - | -- | -------- |
| 09. | Club de Bischwiller               | 11 | 7 | 0 | 4 | 25 | 25:20    |
| 10. | Évry Grand Roque (N)              | 11 | 5 | 1 | 5 | 22 | 29:25    |
| 11. | Club de Vandœuvre-Echecs          | 11 | 4 | 1 | 6 | 20 | 29:38    |
| 12. | Club de Echiquier Nanceien        | 11 | 4 | 0 | 7 | 19 | 19:43    |
| 13. | Cercle d’Echecs de Strasbourg (N) | 11 | 2 | 2 | 7 | 17 | 18:38    |
| 14. | Club de Echiquier Orangeois (N)   | 11 | 2 | 1 | 8 | 16 | 18:42    |
| 15. | Lille Echiquier du Nord (N)       | 11 | 1 | 2 | 8 | 15 | 16:52    |
| 16. | Club de Cavalier Bleu Drancy      | 11 | 0 | 2 | 9 | 13 | 10:43    |

#### Entscheidungen
|     | Absteiger in die Nationale I: Cercle d’Echecs de Strasbourg, Club de Echiquier Orangeois, Lille Echiquier du Nord, Club de Cavalier Bleu Drancy |
| (N) | Aufsteiger der letzten Saison |

#### Kreuztabelle
| Ergebnisse | Ergebnisse                    | 09. | 10. | 11. | 12. | 13. | 14. | 15. | 16. |
| ---------- | ----------------------------- | --- | --- | --- | --- | --- | --- | --- | --- |
| 09.        | Club de Bischwiller           |     |     | 2:1 |     |     | 4:1 | 6:0 | 3:1 |
| 10.        | Évry Grand Roque              |     |     | 0:7 |     |     | 4:2 | 2:2 | 5:0 |
| 11.        | Club de Vandoeuvre-Echecs     | 1:2 | 7:0 |     | 5:1 | 6:1 |     |     |     |
| 12.        | Club de Echiquier Nanceien    |     |     | 1:5 |     |     | 5:1 | 5:2 | 4:0 |
| 13.        | Cercle d’Echecs de Strasbourg |     |     | 1:6 |     |     | 3:3 | 4:2 | 3:2 |
| 14.        | Club de Echiquier Orangeois   | 1:4 | 2:4 |     | 1:5 | 3:3 |     |     |     |
| 15.        | Lille Echiquier du Nord       | 0:6 | 2:2 |     | 2:5 | 2:4 |     |     |     |
| 16.        | Club de Cavalier Bleu Drancy  | 1:3 | 0:5 |     | 0:4 | 2:3 |     |     |     |

## Die Meistermannschaft
| 1.            | Paris NAO |
| Schachfiguren | Alexander Grischtschuk, Pjotr Swidler, Joël Lautier, Michael Adams, Laurent Fressinet, Francisco Vallejo Pons, Étienne Bacrot, Igor-Alexandre Nataf, Almira Scripcenco, Teymur Rəcəbov, Arnaud Hauchard, Peter Heine Nielsen, Sébastien Mazé, Maxime Vachier-Lagrave, Wladimir Kramnik. |